# Clínica jurídica

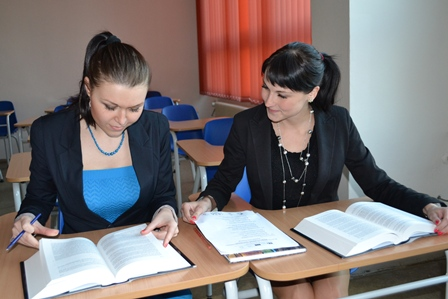
Alunos trabalhando em um caso em um escritório de assistência jurídica estudantil, Universidade Palacky

Uma clínica jurídica é um programa de assistência jurídica ou de faculdade de direito que presta serviços a vários clientes e, muitas vezes, experiência jurídica prática para estudantes de direito. As clínicas geralmente são dirigidas por professores clínicos.  As clínicas jurídicas normalmente realizam trabalho pro bono, prestando serviços jurídicos gratuitos aos clientes.
As clínicas jurídicas surgiram como um método de ensino prático para estudantes de direito, mas hoje também abrangem atendimento jurídico gratuito e sem vínculo acadêmico.  Algumas clínicas jurídicas baseadas na prática, sem vínculo acadêmico, fornecem habilidades práticas a advogados, juízes e não advogados sobre as dimensões práticas do direito, ao mesmo tempo que oferecem serviços jurídicos aos clientes. 

## Metas, objetivos e métodos
Em uma clínica de uma faculdade de direito, os alunos normalmente prestam assistência em pesquisas, na elaboração de argumentos jurídicos e em reuniões com clientes. Em muitos casos, os professores comparecerão para sustentação oral perante os tribunais. No entanto, muitas jurisdições têm regras de “prática estudantil” que permitem que estudantes de clínicas jurídicas compareçam e argumentem em tribunal.  

## Necessidade e importância
Alguns estudiosos em algumas jurisdições questionaram a qualidade dessa representação legal em casos em que as partes não podem pagar um advogado e recebem serviços jurídicos do Estado. As clínicas das faculdades de direito oferecem outras opções para esses clientes. 

## Áreas de serviço

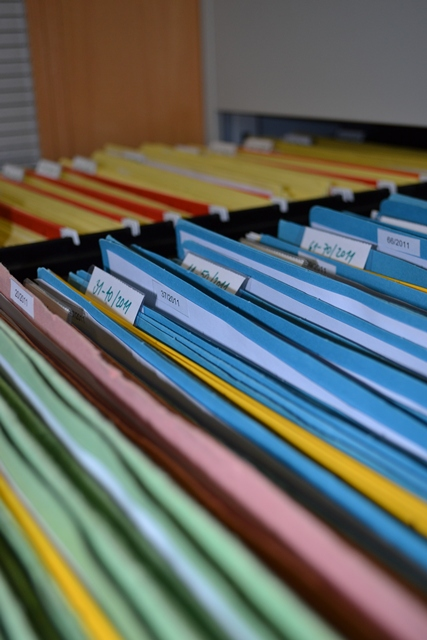
Clínica jurídica - arquivos de casos na Faculdade de Direito da Universidade Palacký

Os estudos jurídicos clínicos operam em muitas áreas, incluindo direito de imigração, direito ambiental, propriedade intelectual, habitação, defesa criminal, processo criminal, direito indígena americano, direitos humanos e direito penal internacional.  As clínicas por vezes processam empresas e entidades governamentais, o que levou a retrocessos nos tribunais e legislaturas, incluindo tentativas de impor limites sobre quem as clínicas podem processar sem perder subsídios estatais. 

## Obstáculos
Embora muitas jurisdições tenham regras de “prática estudantil” que permitem que estudantes de clínicas jurídicas compareçam e argumentem em tribunal,  em alguns países, como a Índia, os estudantes de direito não podem representar clientes em tribunal. 
Segundo alguns estudiosos, o ensino jurídico clínico não atinge seus objetivos porque carece de recursos.  Outros estudiosos destacaram as capacidades educacionais até mesmo de clínicas jurídicas de baixo custo. 